# Uraeotyphlus oxyurus
La cecilia roja, cecilia de nariz afilada, cecilia marrón oscura, cecilia de garganta pálida o cecilia de cola de arpa (Uraeotyphlus oxyurus) es una especie de anfibios gimnofiones de la familia Ichthyophiidae que habita en los Ghats Occidentales, en el estado de Kerala, India.